# Josip Peternel
Josip Peternel, slovenski profašistični politik in publicist, * 16. marec 1883, 
Plužnje na Cerkljanskem, † (?).

## Življenje in delo
V Gorici je po 1. svetovni vojni služboval kot uradnik pri goriškem deželnem odboru. Leta 1926 se je preselil na Južno Tirolsko v Rio di Pusterio pri Briksnu. Kraj in čas njegove smrti nista znana.
Po 1. svetovni vojni je v Gorici deloval pri italijanskem fašističnem listu Goriški Slovenec (1919-1921) in kazal naklonjenost socialistom. Henrik Tuma ga je zato želel pridobiti v socialističnemu gibanju. Peternel se je kasneje opredelil za fašizem in skupaj z učiteljem V. Bandljem, vipavskim županom Josipom Petrovčičem in Italijanom Gelleusigom v Gorici 22. novembra 1922 ustanovil Slovensko vladno stranko, ki je izdajala list Nova doba (1922-1925).